# Explosions in the Sky
Explosions in the Sky es un grupo instrumental post-rock estadounidense, proveniente de Texas. La banda ha cosechado gran popularidad en el panorama post-rock debido a sus guitarras, con un sonido cinemático y elaborado, así como a su estilo narrativo instrumental, lo que ellos llaman "mini-sinfonías catárticas", y a sus entusiastas y emotivas actuaciones. En un primer momento el grupo estaba formado por tres guitarras eléctricas y batería, hasta que uno de sus miembros, Michel James, sustituyó su guitarra eléctrica por un bajo eléctrico.

## Historia
Explosions in the Sky fue formado en Austin, Texas en 1999. Rápidamente ganaron reputación por méritos propios entre otras bandas locales como Lift To Experience y acapararon la atención de los medios de comunicación por su segundo álbum, Those Who Tell the Truth Shall Die, Those Who Tell the Truth Shall Live Forever, debido a los rumores que los vinculaban con los ataques terroristas del 11 de septiembre de 2001, ya que este álbum contiene la imagen de un avión y la frase "este avión se estrellará mañana" en la portada. Erróneamente se cree que el álbum salió el 10 de septiembre de 2001, cuando realmente salió en agosto de ese mismo año y la portada fue creada en el año 2000. El bajista Michael James fue detenido en un aeropuerto como una amenaza a la seguridad, y tuvo que explicar por qué su guitarra tenía escrita las palabras "este avión se estrellará mañana".
Después de ser contactados por Brian Reitzell, compusieron la banda sonora de la película de 2004 Friday Night Lights . A pesar de tener acceso a muchos equipos raros en el estudio para el proyecto, la banda decidió mantener su estilo de composición al crear material original.
La agrupación se caracteriza por producir un sonido intimista, que también los define. Nunca realizan bis en sus presentaciones y no suelen tocar en escenarios muy masivos. Sin embargo su prestigio aumenta y cada vez más se asocia al grupo a la elite de bandas de post-rock que generan seguidores fieles (entre los que se contarían la banda oriental Mono, o las canadienses Godspeed You! Black Emperor, Thee Silver Mt. Zion o Do Make Say Think), además de contar con una reputación cada vez más ascendente entre la crítica, que considera al post-rock como la gran manifestación contemporánea del rock progresivo.

## Estilo musical y características
Aunque el estilo musical del grupo se desvía del pop, Hrasky dijo que compartían con dicho estilo las mismas metas, como «atraer inmediatamente la atención y conmover al público». Rayani declaró: «No nos consideramos una banda de post-rock en absoluto; nos consideramos una banda de rock».
En una entrevista tras un espectáculo, en la programa televisivo Austin City Limits, Munaf Rayani comentó su estatus y el de sus compañeros como instrumentalistas: 

«Quiero decir, creo que discutimos lo de cantar durante medio segundo, y entonces, en cierto sentido, abandonamos la idea. No nos replanteamos la idea porque no nos sentíamos lo suficientemente seguros».

El baterista Chris Hrasky añadió:

«Había un par de grupos instrumentales cuando comenzamos: Dirty Three y Mogwai. Escuchábamos mucho a estos grupos. Y yo creo que nos gustó la idea de una banda en la cual no hubiera un líder o un compositor principal, con todo el mundo colaborando y cada uno con su propia palabra. No creo que ninguno de nosotros quiera el "papel de líder", así que una banda sin líder es en cierto modo la mejor opción para nosotros».

## Integrantes
- Munaf Rayani – guitarra
- Mark Smith – guitarra
- Michael James – bajo y guitarra
- Chris Hrasky – batería y percusión

## Discografía

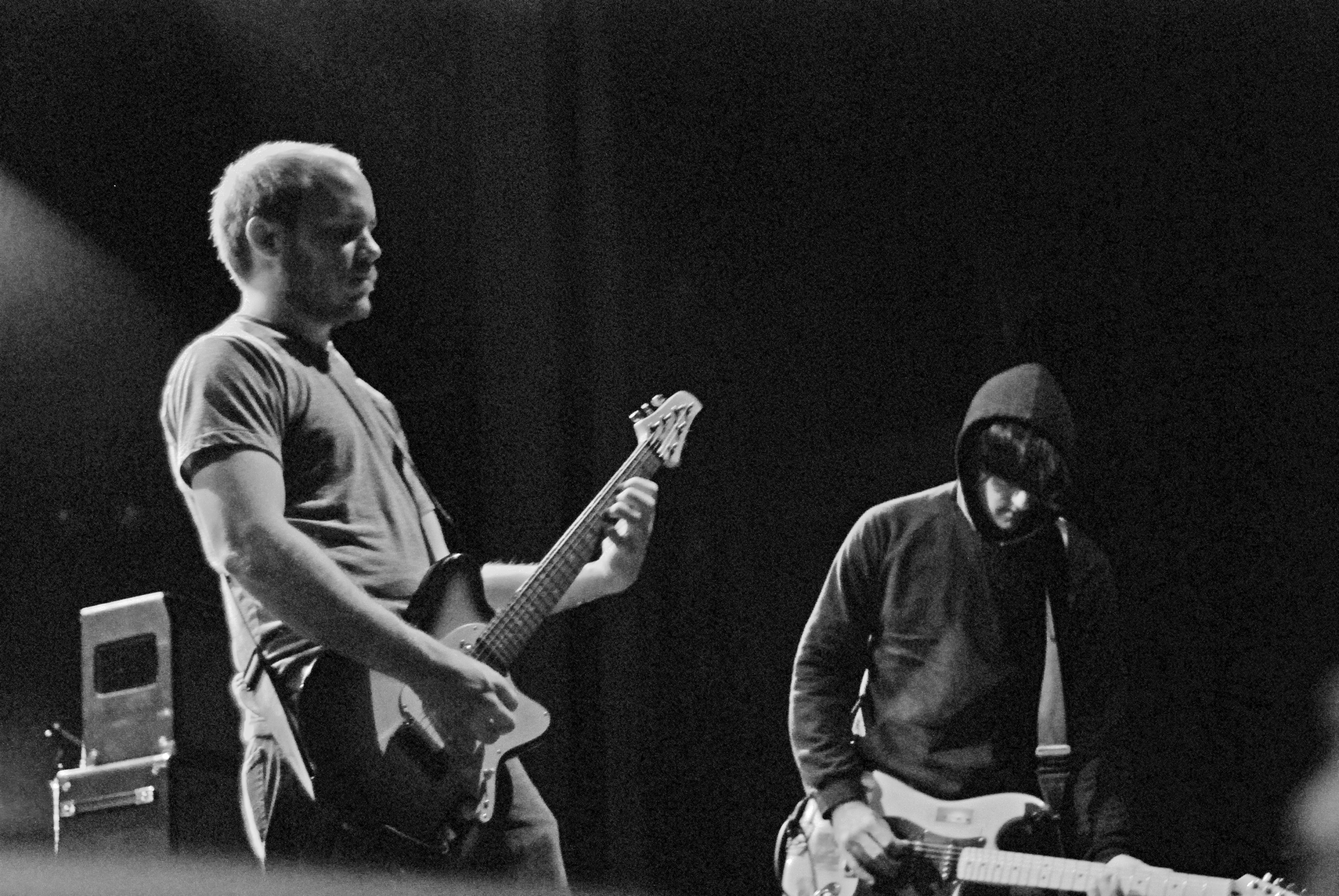
Explosions In The Sky en el Webster Hall de Nueva York, en 2007.

### Discos de estudio
- How Strange, Innocence (2000), (Remasterizado en 2005)
- Those Who Tell the Truth Shall Die, Those Who Tell the Truth Shall Live Forever (2001)
- The Earth is not a Cold Dead Place (2003)
- All of a Sudden I Miss Everyone (2007)*
- Take Care, Take Care, Take Care (2011)*
- Prince Avalanche (2013)
- The Wilderness (2016)
- Big Bend (An Original Soundtrack for Public Television) (2021)
- End (2023)

### EP
- The Rescue: Travels in Constants 21 (2005)

### Bandas sonoras
- Friday Night Lights (BSO) (2004)
- Prince Avalanche (BSO) (2013)
- Lone Survivor (BSO) (2013)
- Manglehorn (2014)
- Big Bend (2021)

### Compilaciones
- Su canción "Remember Me as a Time of Day" se utilizó en el disco compilatorio Refurbished Robots (1999)
- Su canción "The Long Spring" se utilizó en el disco compilatorio Thank you (2004)
- "Welcome Ghosts" sampler en Destroy Independent Music! (2007), Temporary Residence Limited
- "First Breath After Coma" en Friday Night Lights ( soundtrack de televisión) (2007), Adrenaline Records
- "Your Hand in Mine" en The Steel People (2009)
- "Your Hand in Mine" en la banda sonora Love Happens  (2009)
- "You Knew Joe?" en la banda sonora Joe  (2013)
- "Remember Me as a Time of Day" en la banda sonora "Me and Earl and the Dying Girl "s (2015)

### Sencillos
- "A Song for Our Fathers" (2000)
- "Last Known Surroundings" (2011)
- "Be Comfortable, Creature" (2011)
- "Postcard from 1952" (2011)
- "The Ecstatics" (2017)